# Aigle de fer
Série Aigle de fer
L'Aigle de fer 2
(1988)
Pour plus de détails, voir Fiche technique et Distribution.
Aigle de fer (Iron Eagle) est un film d'action israélo-canado-américain réalisé par Sidney J. Furie, sorti en 1986.

## Synopsis
Ted Masters, un pilote américain est prisonnier lors d'une mission au Moyen-Orient. Son fils Doug, aidé d'un vétéran de l'US Air Force, monte une opération secrète pour le délivrer.

## Fiche technique
Sauf indication contraire, les informations mentionnées dans cette section peuvent être confirmées par la base de données cinématographiques IMDb,  présente dans la section « Liens externes ».
- Titre français : Aigle de fer
- Titre original : Iron Eagle
- Réalisation : Sidney J. Furie
- Scénario : Kevin Elders et Sidney J. Furie
- Musique : Basil Poledouris
- Photographie : Adam Greenberg
- Montage : George Grenville
- Production : Ron Samuels, Joe Wizan
- Société de production et de distribution : TriStar
- Pays production :  Canada,  États-Unis,  Israël
- Langue originale : anglais
- Format : couleur - 35 mm - 1,85:1 - Dolby Digital / DTS
- Genre : action, guerre
- Durée : 117 minutes
- Dates de sortie[1] : 
  - États-Unis : 17 janvier 1986
  - France : 28 mai 1986

## Distribution
- Louis Gossett Jr. (VF : Pierre Hatet) : colonel Charles « Chappy » Sinclair
- Jason Gedrick : Doug Masters
- David Suchet (VF : Mostéfa Stiti) : colonel Akir Nakesh
- Larry B. Scott (VF : Luq Hamet) : Reggie
- Jerry Levine (VF : William Coryn) : Tony
- Tim Thomerson (VF : Jean-Pierre Moulin) : colonel Ted Masters
- Robbie Rist : Milo Bazen
- Caroline Lagerfelt : Elizabeth Masters
- Robert Jayne (VF : Damien Boisseau) : Matthew « Matt » Masters
- Michael Alldredge (VF : Jacques Ferrière) : colonel Blackburn
- Melora Hardin : Katie
- Michael Bowen : Knotcher
- Lance LeGault : général Edwards

## Avions du films
Dans ce film aux nombreux combats aériens, les pilotes américains disposent de F-16 pour affronter les MiG-23 ennemis, qui sont en fait des IAI Kfir israéliens. Effectivement, les producteurs ont bénéficié d'une collaboration de Tsahal pour opérer le tournage du film en Israël.

## Bande originale

### Original Motion Picture Score
Bandes originales de Aigle de fer
L'Aigle de fer 2
(1988)
La musique du film est composée par Basil Poledouris. L'album est édité par Varèse Sarabande en juillet 2008.
Liste des titres
1. Iron Eagle - Main Title (1:59)
2. Shot Down (1:15)
3. Hallway (1:41)
4. Ted On Trial (1:28)
5. Three Days/Minister Sinister (2:37)
6. The Gallows/Flight Line I (3:33)
7. Chappy's Story/Appetite (3:30)
8. Iron Eagle Story/Flight Line II/The Coast (4:12)
9. Chappy Gets Hit/Chappy Crashes/Chappy Talks (4:16)
10. Ted To Tarmac/The Tower (2:26)
11. Doug and Dad (2:41)
12. Think You Can Handle the Music? (2:49)
13. Missing Man/You've Earned Them (2:29)
14. Three Days/Minister Sinister (3:54)
15. Flight Line I (2:25)
16. Flight Line II (:54)
17. Chappy Talks (1:49)
18. Slappy's Place (4:25)
19. Slo-Slappy (1:29)
20. Army Air Corps (2:19)

### Iron Eagle: Original Motion Picture Soundtrack
Capitol Records commercialise l'album contenant les chansons non-originales du film.
Liste des titres
1. One Vision de Queen – 4:03
2. Iron Eagle (Never Say Die) de King Kobra – 3:33
3. These Are the Good Times d'Eric Martin - 3:48
4. Maniac House de Katrina and the Waves - 4:54
5. Intense de George Clinton - 4:34
6. Hide in the Rainbow de Dio - 3:58
7. It's Too Late de Helix - 3:08
8. Road of the Gypsy d'Adrenalin - 4:29
9. Love Can Make You Cry d'Urgent - 4:20
10. This Raging Fire de Jon Butcher Axis - 4:10

D'autres chansons sont présentes dans le film mais ne sont pas incluses sur l'album :
- Old Enough to Rock and Roll de Rainey Haynes
- Gimme Some Lovin'  de The Spencer Davis Group
- Eyes of the World d'Eric Martin
- We're Not Gonna Take It de Twisted Sister
- Proud Mary d'Ike & Tina Turner
- There Was a Time de James Brown

## SagaAigle de fer
| Année | Titre            | Réalisateur(s)  |
| ----- | ---------------- | --------------- |
| 1986  | Aigle de fer     | Sidney J. Furie |
| 1988  | L'Aigle de fer 2 | Sidney J. Furie |
| 1992  | Aigle de fer 3   | John Glen       |
| 1995  | Aigle de fer 4   | Sidney J. Furie |